# Tony Sbarbaro
Tony Sbarbaro, właściwie Antonio Sbarbaro, znany również jako Tony Sprango (ur. 27 czerwca 1897 w Nowym Orleanie, Luizjana, zm. 30 października 1969 w Nowym Jorku) – amerykański perkusista jazzowy, wieloletni członek Original Dixieland Jass Band, a okresowo także jej lider. Grał również na kazoo, które często dodawał do swojego zestawu perkusyjnego. Był pochodzenia sycylijskiego.

## Życiorys
Urodził się w rodzinie sycylijskich emigrantów w Nowym Orleanie. Karierę zaczynał w 1911, kiedy dołączył do Frayle Brothers Band. Później wszedł w skład zespołu Papy Jacka Laine’a. Na początku kariery grał również z Merrittem Brunniesem i Carlem Randallem. Następnie wyjechał do Chicago i został perkusistą Original Dixieland Jass Band, zastępując tam Johnny’ego Steina. Zespół osiągnął ogromny sukces dzięki nagraniu Livery Stable Blues, które uznawane jest za pierwszy singel w historii jazzu. Później grupa wyruszyła w trasę po Europie, która miała miejsce na przełomie lat 1919/1920. Po odbyciu tournee zespół stracił popularność i w 1923 rozwiązał się. Po pierwszej reaktywacji kwintetu w latach 30. ówczesny lider i kornecista Nick LaRocca przeszedł na emeryturę. Na przełomie lat 40. i 50. Sbarbaro przejął jego rolę. W 1941 wystąpił na New York World’s Fair. W latach 50. oprócz aktywności w ODJB był muzykiem wokalistki Connee Boswell. Nagrywał również Eddiem Condonem, Miffem Mole’em, Big Chiefem Moore’em i Pee Wee Erwinem.
Karierę zakończył w latach 60. ze względu na rosnącą popularność rock and rolla. Zmarł w 1969 roku, w wieku 72 lat. Do końca swojej kariery był jedynym członkiem Original Dixieland Jass Band z czasów jego świetności. Grał w nim przez ponad 50 lat.

## Technika

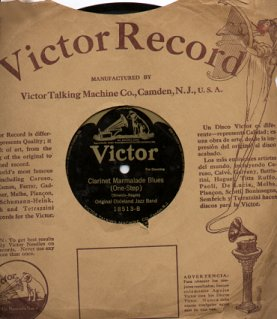
Singel Clarinet Marmalade, którego współautorem był Sbarbaro

Wpływ na jego styl gry wywarł ragtime i muzyka wodewilowa. Używał zestawu perkusyjnego charakterystycznego dla ragtime’u. Słynął z techniki double-drumming. Ważniejsza dla niego zamiast utrzymania rytmu była improwizacja. W swojej grze używał nie tylko standardowego zestawu perkusyjnego i kazoo, lecz także chińskich tom-tomów, cowbella i drewnianych klocków perkusyjnych. Czasem do swoich bębnów wkładał pluszowe zwierzęta, by zmienić brzmienie perkusji.
Jego styl był później naśladowany przez wielu perkusistów z kręgów awangardowych.

## Twórczość
Sprango był współautorem większości kompozycji Original Dixieland Jass Band, tu wymieniono najpopularniejsze:
At the Jazz Band Ball
Clarinet Marmalade
Sensation
Tiger Rag
Mourning Blues